# Catwoman (film)
Catwoman is een Amerikaanse film uit 2004 van Pitof, gebaseerd op een DC Comics-strip van Bob Kane. Catwoman is oorspronkelijk een personage uit de wereld van de Batman-comic en beleefde haar eerste live-actiescènes in 1966 (Batman-series) gespeeld door onder anderen Julie Newmar. In 1992 verscheen het personage in Batman Returns gespeeld door Michelle Pfeiffer, sindsdien werd er al over een spin-off van de film gesproken. In 2000 leek Ashley Judd voor de hoofdrol in aanmerking te komen, maar zegde deze af. Halle Berry kroop definitief in de huid van Catwoman in deze filmversie.
Al voor de première werd er gesproken over een Catwoman 2, maar de film flopte wereldwijd (opbrengst maar circa 42 miljoen) en er werd vooralsnog afgezien van een vervolg.

## Verhaal
Patience Philiphs is een verlegen en rustige vrouw, die voor een cosmeticabedrijf werkt. Op een dag vanuit haar appartement hoort ze een kat, ze loopt het balkon op en ziet het beestje vastzitten in de regenpijp, ze besluit haar te redden en probeert om ernaartoe te klimmen. Op hetzelfde moment rijdt politieagent Tom Lone voorbij en die wil haar ervan weerhouden om zelfmoord te plegen, uiteindelijk komt het erop neer dat dit een misverstand was.
De volgende dag op haar werk levert Patience een nieuw ontwerp in, maar hoort in een kantoor een complot waar ze niets van mag horen. Dan wordt ze ontdekt en probeert ze te ontkomen via het rioolstelsel. Bij een waterafvoer, die expres wordt doorgespoeld, stort ze naar beneden en overlijdt. In de put water waar ze belandt, wordt ze tot leven gebracht door dezelfde kat (Midnight) die vastzat op het dak. Als ze wakker wordt heeft ze de krachten van een kat. Ze herinnert zich eerst niks van die nacht, maar door Ophelia Powers ontdekt ze wat er gebeurde en wie/wat ze nu is. Ze is net als vele andere vrouwen (uit de geschiedenis) gered door Midnight en ze is nu Catwoman. Ze wil nu uitzoeken door wie ze is vermoord en waarom, dit doet ze in haar kattenkostuum om haar identiteit geheim te houden.

## Rolverdeling
| Acteur          | Personage                    |
| --------------- | ---------------------------- |
| Halle Berry     | Patience Phillips / Catwoman |
| Benjamin Bratt  | Tom Lone                     |
| Sharon Stone    | Laurel Hedare                |
| Lambert Wilson  | George Hedare                |
| Frances Conroy  | Ophelia Powers               |
| Alex Borstein   | Sally                        |
| Michael Massee  | Armando                      |
| Byron Mann      | Wesley                       |
| Kim Smith       | Drina                        |
| Peter Wingfield | Dr. Ivan Slavicky            |
| Berend McKenzie | Lance                        |